# Hygrochroa pervicax
Hygrochroa pervicax är en fjärilsart som beskrevs av Paul Dognin 1911. Hygrochroa pervicax ingår i släktet Hygrochroa och familjen silkesspinnare. Inga underarter finns listade i Catalogue of Life.